# Domani a dieta!
Domani a dieta! (Tomorrow We Diet!) è un film del 1951 diretto da Jack Kinney. È un cortometraggio animato della serie Goofy realizzato, in Technicolor, dalla Walt Disney Productions e uscito negli Stati Uniti il 29 giugno 1951.

## Trama
George Geef mangia volentieri ed è in sovrappeso. Improvvisamente inizia a soffrire di allucinazioni, vedendo il proprio riflesso sullo specchio che lo prende in giro chiamandolo "grassone". Inizia allora ad immaginare tutti i problemi che potrebbe creargli la sua obesità. George compra allora un libro intitolato Dimagrire facilmente, ma non riesce a svolgere gli esercizi proposti, sotto lo sguardo divertito del suo riflesso, che lo deride. Capendo che il suo problema è il mangiare, George si impone di non toccare cibo. La sua pancia però brontola e le allucinazioni peggiorano. George inizia a vedere del cibo ovunque, mentre una voce lo sollecita a mangiare. Decide quindi, per interrompere quelle visioni, di andare a dormire. Di notte però, George si alza sonnambulo e, ascoltando il sottofondo delle voci maschili che gli intimano di trovare qualche ristorante, bar, fast food o pub per poi andare a mangiare e bere come in un sogno, va ad aprire il frigorifero, trovandolo completamente vuoto. Scopre che il suo riflesso sullo specchio ha mangiato tutto al suo posto e gli dice che dal giorno dopo dovrà mettersi a dieta.

## Distribuzione

### Edizioni home video

#### VHS
- Le vacanze di Pippo (giugno 1986)
- Pippo superstar (febbraio 1991)

#### DVD
- Walt Disney Treasures: Pippo, la collezione completa